# 嫩黑铁路
嫩黑铁路，也称嫩江地方铁路，位于黑龙江省黑河市嫩江县的一条地方铁路。由富嫩铁路嫩江站出岔，向北至金水矿区的黑金站，正线长174.32公里，站线及专用线14.064公里。
业主为嫩江铁路有限责任公司，出资人为黑龙江铁路集团有限责任公司、中国地方煤矿总公司、中国铁路建设投资公司。

## 历史
嫩黑铁路复建于1985年。1988年11月临管运营。1989年正式运营。沿途有煤矿22家。主要担负煤炭外运。 

## 技术
自有内燃机车5台。自备车71辆。桥梁27座，涵洞175座。道口56处，其中有人看守3处。

## 事故
2025年4月17日15时45分，由星火乡站开往嫩江站的30816次货物列车运行至嫩黑线星火乡站至依克特站间139公里950米处，机后1至27位车辆脱轨并造成1名路外人员蒋某某被撞压死亡，造成了铁路交通较大事故。事故发生后，国家铁路局、中共黑龙江省委、黑龙江省人民政府组织了事故救援，并对事故进行调查。事发铁路已于4月19日10点58分恢复正常通行。5月16日，国家铁路局发布调查结果，列车司机和学习司机、车站工作人员、嫩江铁路有限公司操作不当，列车在行驶时制动失灵，在通过连续下坡时的速度超过60千米/小时限速，最高达到121千米/小时，导致事故发生。司机佟某、学习司机徐某某、车站值班员李某被司法机关依法采取刑事强制措施，黑龙江省铁路集团和嫩江铁路有限责任公司相关负责人受到不同程度的处分。